# Polinommaradék-tétel
A polinommaradék-tétel (vagy más néven kis Bézout-tétel) az algebra egy tétele polinomok euklideszi osztására vonatkozóan. Azt állítja, hogy a az {\displaystyle f(x)} polinom maradéka az {\displaystyle x-a}-val való osztás után {\displaystyle f(a)}. Szélső esetként kapjuk azt a tételt, hogy {\displaystyle x-a} osztója {\displaystyle f(x)}-nek akkor és csak akkor, ha {\displaystyle f(a)=0} (Faktorizációs tétel).

## Bizonyítás
A bizonyítás a polinomok euklideszi osztásából következik, vagyis abból, hogy adott {\displaystyle f(x)}-hez (az osztandó) és a {\displaystyle g(x)}-hez (az osztó) létezik egy egyértelműen meghatározott hányados {\displaystyle q(x)} és maradék {\displaystyle r(x)} úgy, hogy:
{\displaystyle f(x)=q(x)g(x)+r(x){\text{ és }}r(x)=0{\text{ vagy }}\deg(r)<\deg(g).}
Legyen {\displaystyle g(x)=x-a}, ekkor r vagy 0 vagy 0-adfokú polinom. Bármely esetben r konstans vagyis x-től független, vagyis:
{\displaystyle f(x)=g(x)(x-a)+r.}
Legyen most {\displaystyle x=a} a fenti egyenletben, így kapjuk, hogy:
{\displaystyle f(a)=r.}

## Fordítás
Ez a szócikk részben vagy egészben  a   Polynomial remainder theorem című angol Wikipédia-szócikk fordításán alapul.  Az eredeti cikk szerkesztőit annak laptörténete sorolja fel. Ez a jelzés csupán a megfogalmazás eredetét és a szerzői jogokat jelzi, nem szolgál a cikkben szereplő információk forrásmegjelöléseként.